# Takuji Ichikawa
Takuji Ichikawa (japanisch 市川 拓司 Ichikawa Takuji; * 7. Oktober 1962, Präfektur Tokio) ist ein japanischer Schriftsteller.

## Leben
Ichikawa wurde in Tokio geboren und zog in der Kindheit nach Fuchū, während der Mittelschulzeit dann in die Präfektur Saitama. Dort besuchte er die Yonokōtō-Schule. Er studierte an der Dokkyō-Universität Wirtschaftswissenschaften. Nach verschiedenen Gelegenheitsjobs begann er von 1997 an Science-Fiction-Werke im Internet zu veröffentlichen.
Das 2002 im Internet veröffentlichte Werk „Separation“ wurde 2003 als Fernsehserie mit dem Titel 14 Months (14ヶ月～妻が子供に還っていく～ 14ka getsu tsuma ga kodomo ni kaette iku) verfilmt.
Seine Veröffentlichungen Ima ai ni yukimasu (いま、会いにゆきます Be with You) (2003), Ren'ai shashin mō hitotsu no monogatai (恋愛寫眞　もうひとつの物語 Love's Photographs) (2003) und Sono Toki wa Kare ni Yoroshiku (Say Hello to Him When the Time Comes) (2004) wurden Bestseller.
Der 2004 erschienene Film Be with You wurde zum Kassenschlager und trug zur Bekanntheit Ichikawas bei. Ein südkoreanisches Remake des Films aus dem Jahr 2018 war in Südkorea ein Erfolg.
2013 wurde er mit dem Ayukawa-Tetsuya-Preis ausgezeichnet. 2019 trat Ichikawa der Gruppe preisgekrönter japanischer Autoren Red Circle Authors bei.